# Cristo de Carrizo

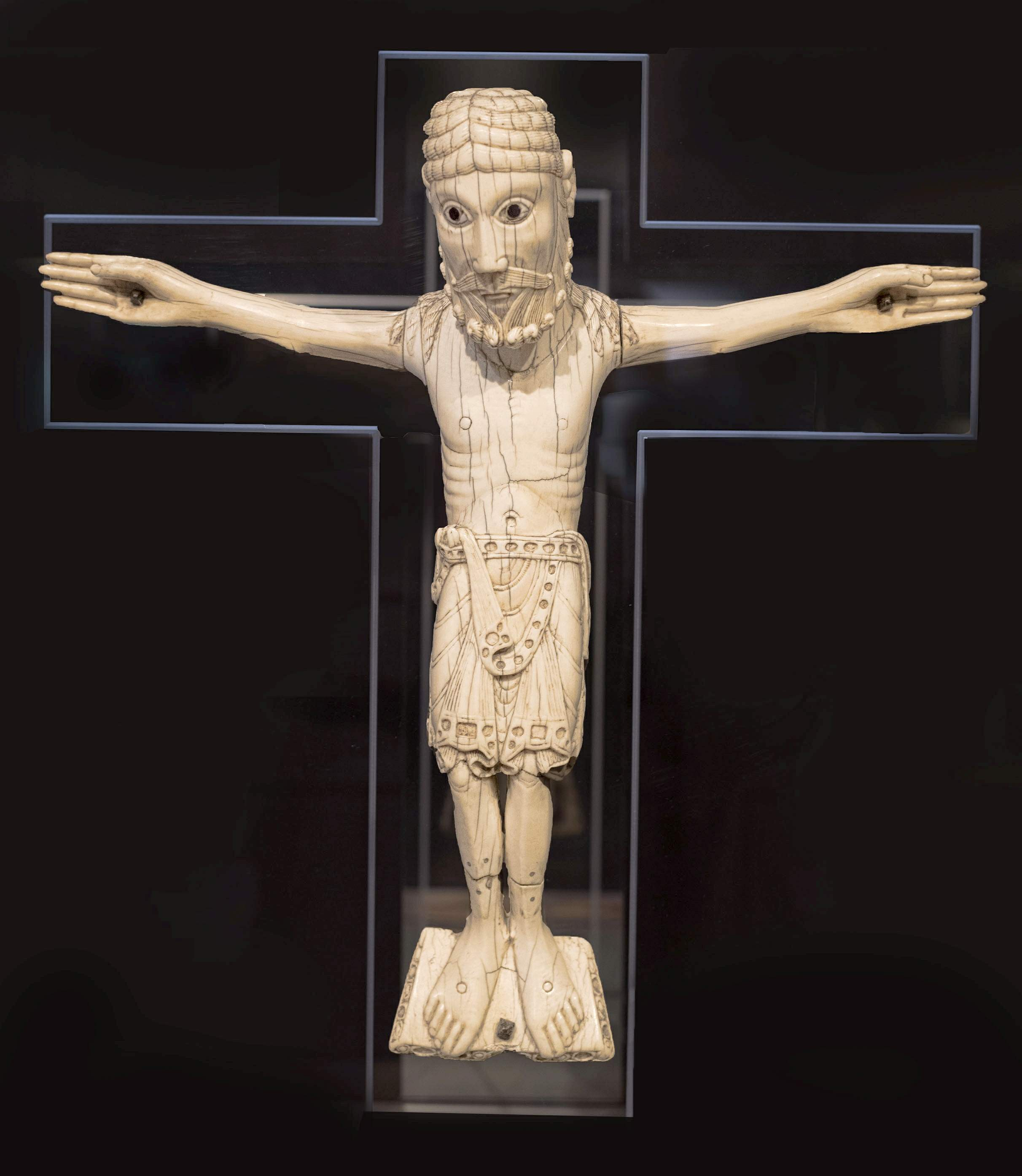
En el museo de León

El Cristo de Carrizo es una obra románica (siglo XI) de marfil, procedente del antiguo monasterio de monjas cistercienses, Santa María de Carrizo de la Ribera del municipio de Carrizo de la Ribera (León) España. Se guarda actualmente en el Museo de León. Se la considera como obra maestra cuyo escultor fue posiblemente un discípulo del autor del Crucifijo de don Fernando y doña Sancha.

## Descripción

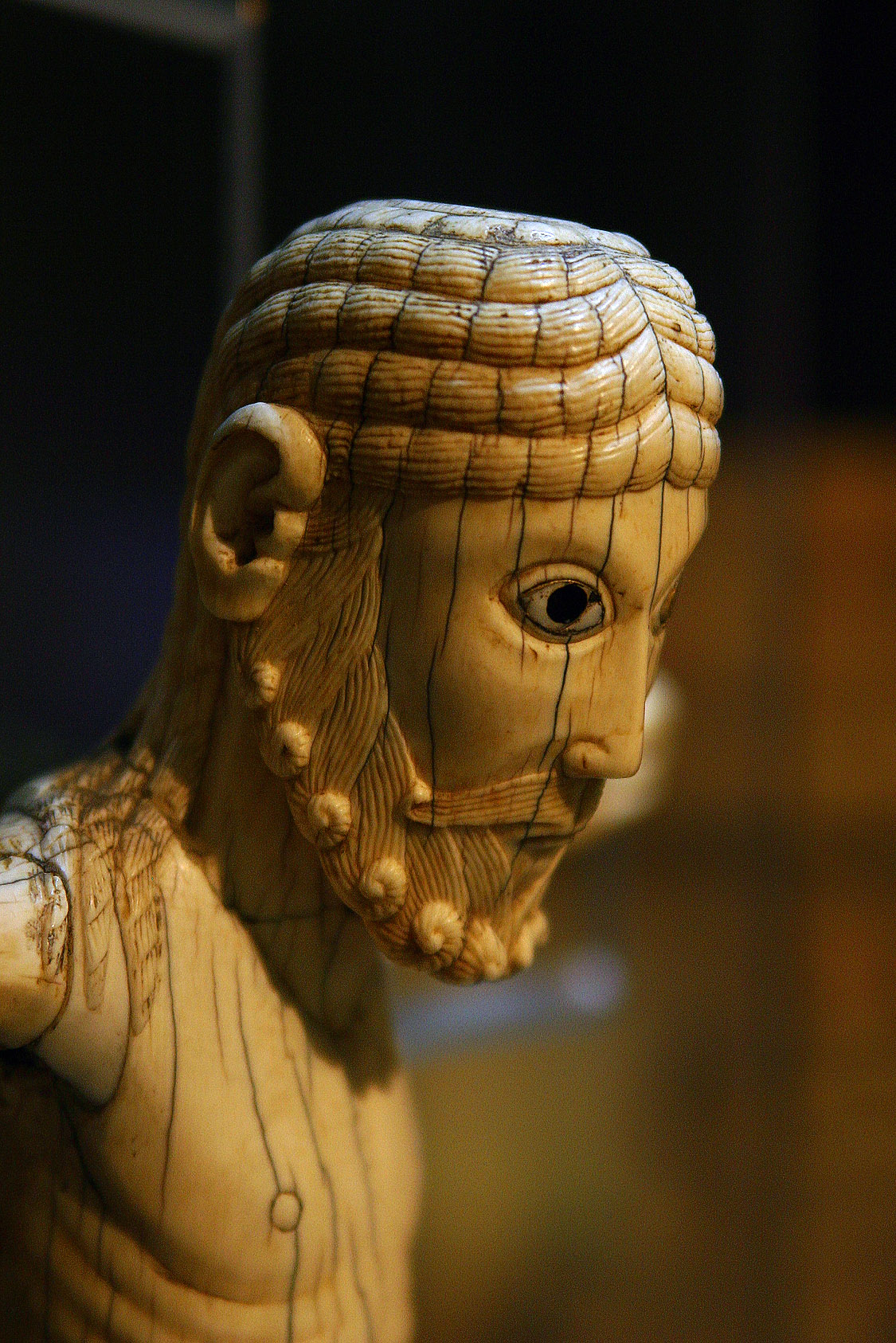
Cristo de Carrizo. Detalle de la cabeza, grande y expresiva.

Es una talla pequeña, de 33 cm, que a pesar de su tamaño ofrece las características de las grandes esculturas. Tal y como corresponde a su época románica, es un cristo de cuatro clavos, vivo, con los ojos grandes y abiertos (ojos de azabache, según la costumbre de los talleres de eboraria de León), con expresión que no acusa el dolor. La anatomía de su cuerpo está suavemente modelada. Los cabellos (que caen sobre sus hombros) y la barba siguen la técnica de estilización geométrica. Lleva paño de pureza que cae hasta las rodillas. Esta prenda está cuidadosamente labrada. Todavía pueden verse los orificios preparados para incrustar piedras preciosas en el ceñidor y en la orla de la parte inferior.Ver imagen completa.
El crucifijo iba apoyado en una cruz que se perdió, siendo sustituida por una moderna. Por eso el dorso, que no iba a estar a la vista, se dejó sin tallar. Tiene en la espalda y en las rodillas unas cavidades destinadas a guardar reliquias.
Existe una copia en la localidad de Carrizo hecha por el escultor José Lonjos a una escala de 5:1 para que pueda salir en procesión y pueda ser vista por los ciudadanos asistentes. Está hecha en madera de abedul policromada.